# Bombardier 415
Bombardier 415 Superscooper (prej Canadair CL-415 SuperScooper) je kanadsko amfibijsko letalo, posebej namenjeno zračnemu gašenju požarov. Zasnovan je na osnovi modela  CL-215, ki je bil komercialno zelo uspešen.
Leta 1987 so zamenjali zvezdaste batne motorje PW123AF s turbopropelerskimi, ki so močnejši in zanesljivejši. Nova letala so imela oznako CL-215T, malo so predelali tudi aerodinamične površine, spremenili krmilni sistem, spremenili sistem za izpust vode, dodali novejšo avioniko in druge sisteme.
415 lahko zajame 6140 litrov vode, ki se ji lahko doda peno ali druge protipožarne snovi. Za napolnitev vodnih rezervoarjev potrebuje 1340 m vodne površine brez ovir; letalo se najprej spusti z višine 15 metrov, potem sledi 12-sekundni, 410 metrov dolg zajem pri hitrosti 70 vozlov in letalo se potem spet vzpne. 415 se lahko uporablja tudi za iskanje in reševanje ter transport - njegova prednost je, da lahko pristane tako na vodi kot na kopnem.
Izdelali so jih 76, sedem je bilo umaknjenih iz uporabe zaradi nesreč.

## Tehnične specifikacije
- Posadka: 2
- Dodatna kapacieta: 1 na Jumpseat v kabini, 8 na stolih
- Tovor: 6 400lb (2 900 kg)
- Dolžina: 65 ft (19,82 m)
- Razpon kril:  93 ft 11 in (28.6 m)
- Površina kril: 1 080 sq ft (100 sq m)
- Profil krila: NACA 4417
- Prazna teža: 28 400 lb (12 880 kg)
- Maks. teža goriva: 10 250 lb (4650 kg)
- Maks. vzletna teža na kopnem: 43 850 lb (19 890 kg)
- Maks. vzletna teža na vodi: 37 850 lb (17 170 kg)
- Maks. kapaciteta gasilnega sredstva: 13 536 lb (6 140 kg)
- Maks. teža po zajemu vode: 47 000 lb (21 360 kg)
- Maks. pristajalna teža: 37 000 lb (16 780 kg)
- Motor: 2 × Pratt & Whitney Canada PW123AF turboprop, moč pri vzletu 2 380 KM (1 775 kW) vsak

- Maks. hitrost: 223 mph (359 km/h (194 kt))
- Potovalna hitrost: 207 mph (333 km/h (180 kt))
- *Hitrost izgube vzgona: 78 mph (126 km/h (68 kt))
- Dolet: 1 518 miles (2 443 km)
- Višina leta (servisna): 14 700 ft (4 500 m)
- Hitrost vzpenjanja: 1 600 ft/min (8,1 m/s)
- Vzletna razdalja na kopnem: 2 750 ft (840 m)
- Vzletna razdalja na vodi): 2 670 ft (815 m)
- Pristajalna razdalja na kopnem: 2 210 ft (675 m)
- Pristajalna razdalja na vodi): 2 180 ft (665 m)
- Minimalna globina vode: 6 ft (1,8 m)

- Avionika:
- Honeywell Primus 2 Radio Navigation
- RNZ-850 with ADF, VOR/ILS/Marker Beacon and DME
- Litef/Honeywell LCR93, Attitude and Heading Reference System
- Honeywell EDZ-605 EFIS with Dual EADI and EHSI
- Radio Altimeter (Honeywell AA-300)
- Parker-Gull Three-tube Active Matrix LCD Integrated Instrument Display System
- Dual CIC/Aerosonics Air Data Computers
- Dorne & Margolin ELT-8 Emergency Beacon